# Uraliano
Uraliano, (dal nome dei  monti Urali).
Piano superiore del Carbonifero con facies marina corrispondente allo stefaniano che ha facies continentale o litorale. Negli Urali, dove è particolarmente sviluppato, è costituito da calcari ricchi di fusuline.